# Žene u umjetnosti
Razlog zašto ima tako malo žena kroz povijest umjetnosti nije u tome što žene imaju manje talenta za umjetnost, niti u tome što su namjerno zapostavljane u povijesti umjetnosti, već u tome što su im kroz povijest davane drugačije uloge, te nije poticano njihovo likovno obrazovanje niti bavljenje umjetnošću. Osim toga, žene koje su se bavile umjetnošću često su svoja djela ostavljala nepotpisanima, a i bavile su se nepostojanim formama umjetnosti, kao što su vezenje i iluminacije. To su često bili uporabni predmeti i osjetljivi su na vlagu i temperaturu, te su mnogi od njih izgubljeni. U srednjem vijeku i renesansi mnoge su žene radile u umjetničkim radionicama, ali djela koja su izlazila iz tih radionica uvijek su bila potpisivana imenom glavnog majstora radionice, a to su uvijek bili muškarci. Na posljetku, žene su se često potpisivale samo prezimenima koje su preuzele od supruga, te je tako teško pratiti njihov umjetnički razvoj, a u 18. i 19. stoljeću na djelima mnogih žena potpisi su promijenjeni iz ženskih u muške, jer ih je tako bilo lakše prodati. [nedostaje izvor]

## Antika
Prve umjetnice u povijesti umjetnosti spominju se već u doba antičke Grčke. To su Kalipso, Timareta, Olimpija i druge, no nažalost njihova djela nisu sačuvana, te o njima saznajemo samo iz pisanih izvora.

## Srednji vijek
U srednjem vijeku, ženske su umjetnice redovito bile ili iz bogate aristokratske klase, ili redovnice. Prve su najčešće radile vezove, a druge iluminacije vjerskih rukopisa. 
Hildegard von Bingen (1098-1179) bila je njemačka učiteljica, voditeljica samostana, spisateljica, te glazbena skladateljica. Sačuvano je čak osamdesetak njenih kompozicija, više nego od ijednog drugog srednjovjekovnog skladatelja. Njeno najpoznatije djelo je najvjerojatnije Ordo Virtutum, oratorij za ženske glasove. Osim glazbe, pisala je medicinske, botaničke i geološke rasprave, te je čak izmislila i alternativnu abecedu. Imala je i vizije, koje je napisala i interpretirala u tri knjige: Scivias, Liber vitae meritorum i De operatione Dei.

## Renesansa
U razdoblju renesanse sve više žena počinje biti međunarodno poznato. To se dogodilo zbog velikih kulturnih promjena toga vremena. Boccaccio je napisao De mulieribus claris (O poznatim ženama), zbirku od 104 biografije slavnih žena. Baldassare Castiglione piše Il Cortegiano, knjigu u kojoj govori o tome kako se i muškarci i žene trebaju obrazovati u društvenim znanostima, te je učinio da ženama bude prihvaćeno da se bave likovnom i glazbenom umjetnošću i književnošću. Zahvaljujući njemu, žene su sad mogle postati školovane umjetnice. Poznatije od njih su Sofonisba Anguissola(ca. 1530-1625)  (aristokratkinja školovana za slikaricu), Lavinia Fontana (učila u očevoj slikarskoj radionici) i Levina Teerlinc(slikarica minijatura).

## Barok
U doba baroka ženama je postalo dozvoljeno slikati ženske aktove, ali muški akt im je i dalje zabranjen. Najviše slikaju mrtvu prirodu, koja postaje najpopularniji žanr ženskih slikarica. Predstavnice baroka su Artemisia Gentileschi, Maria van Oosterwijk i Rachel Ruysch.

## 18. stoljeće
U osamnaestom stoljeću ženama je u Francuskoj zabranjen ulazak u Akademiju. U Engleskoj su 1768. dvije žene, Angelica Kauffmann i Mary Moser, bile suosnivačice Likovne Akademije, ali na portretu osnivača akademije nisu prikazane kao muški članovi, već kao manje vrijedne. 1791.je Salon u Parizu otvorio vrata umjetnicima koji nisu članovi Akademije, te su i žene dobile pravo izlagati svoja djela, a i sve češće su bile primane kao učenice poznatih majstora.

## 19. stoljeće
U 19. stoljeću žene već postaju priznatije umjetnice. Bave se portretiranjem, realističnim slikarstvom, skulpturom... Neke su postale poznate i u novoj umjetnosti ovog doba – fotografiji. Jedna od najpoznatijih slikarica ovog doba, za vrijeme impresionizma je Berthe Morisot.

## Galerija
- Catharina van Hemessen, A Lady in Sixteenth-Century Costume, oko 1548. – 1549.[1]
- Lavinia Fontana, Portrait of A Lady of the Gonzaga or Sanvitale Family (possibly Isabella Gonzaga), oko 1585.[2]
- Sofonisba Anguissola, Isabel von Valois (1545-1568), oko 1599.[3]
- Artemisia Gentileschi, Self Portrait as Saint Catherine of Alexandria, oko 1615. – 1617.[4]
- Michaelina Wautier, Portrait of two girls as Saints Dorothea and Agnes, oko 1645. – 1655.[5]
- Joan Carlile, Portrait of an Unknown Lady, oko 1650. – 1655.[6]
- Mary Beale, George Savile, 1st Marquess of Halifax, oko 1674. – 1676.[7]
- Rosalba Carriera, Allegory of Painting, 1730-ih[8]
- Angelica Kauffmann, Portrait of Sarah Harrop (Mrs. Bates) as a Muse, 1780–81, oko 1780. – 1781.[9]
- Rosalie Filleul, Children of Count d'Artois, oko 1781.[10]
- Louise Élisabeth Vigée Le Brun, Marie-Antoinette, reine de France, et ses enfants, 1787.[11]
- Mary Moser, A Vase of Flowers, oko 1792. – 1797.[12]
- Marie-Denise Villers, Etude de femme d'après nature, dit aussi Autoportrait de l'artiste laçant son soulier, 1802.[13]
- Margaret Sarah Carpenter, (Augusta) Ada King, Countess of Lovelace (1815-1852) Mathematician; Daughter of Lord Byron, 1836.[14]
- Rosa Bonheur, Labourage nivernais, 1849.[15]
- Christina Robertson, Portrait of Grand Duchess Maria Alexandrovna, 1849.[16]
- Martha Darley Mutrie, Orchids, 1865.[17]
- Evelyn De Morgan, Helen of Troy, 1898.[18]
- Mary Cassatt, Young Mother Sewing, 1900.[19]
- Georgia O'Keeffe, Blue and Green Music, oko 1919. – 1921.[20]
- Gwen John, The Convalescent, oko 1923. – 1924.[21]